# U-192
U-192  — немецкая подводная лодка типа IXC/40, времён Второй мировой войны.
Заказ на постройку субмарины был отдан 4 ноября 1940 года. Лодка была заложена на верфи судостроительной компании «АГ Везер» в Бремене 27 ноября 1941 года под строительным номером 1038, спущена на воду 30 июля 1942 года, 16 ноября 1942 года под командованием оберлейтенанта Вернера Хаппе вошла в состав учебной 4-й флотилии. 1 мая 1943 года вошла в состав 10-й флотилии. Лодка совершила один боевой поход, успехов не достигла. 6 мая 1943 года лодка была потоплена к юго-востоку от мыса Фарвель, Гренландия, в районе с координатами 53°06′ с. ш. 45°02′ з. д. глубинными бомбами с британского корвета HMS Loosestrife (K 105). Все 55 членов экипажа погибли.